# Ablon-sur-Seine
 Ablon-sur-Seine é uma comuna francesa na região administrativa da Ilha-de-França, no departamento de Val-de-Marne. Estende-se por uma área de 1,11 km², com habitantes, segundo os censos de 1999, com uma densidade de 5 171 hab/km².

## Geografia

### Transportes
A comuna é servida pela Estação de Ablon na linha C do RER.

## Demografia
| 1793 | 1800 | 1806 | 1821 | 1831 | 1836 | 1841 | 1846 | 1851 |
| ---- | ---- | ---- | ---- | ---- | ---- | ---- | ---- | ---- |
| 208  | 209  | 236  | 172  | 224  | 294  | 307  | 338  | 305  |

| 1856 | 1861 | 1866 | 1872 | 1876 | 1881 | 1886 | 1891 | 1896 |
| ---- | ---- | ---- | ---- | ---- | ---- | ---- | ---- | ---- |
| 344  | 446  | 474  | 490  | 531  | 600  | 688  | 782  | 896  |

| 1901  | 1906  | 1911  | 1921  | 1926  | 1931  | 1936  | 1946  | 1954  |
| ----- | ----- | ----- | ----- | ----- | ----- | ----- | ----- | ----- |
| 1 332 | 1 420 | 1 463 | 1 898 | 2 000 | 2 246 | 2 193 | 2 637 | 3 220 |

| 1962 | 1968  | 1975  | 1982  | 1990  | 1999  | - | - | - |
| --- | ----- | ----- | ----- | ----- | ----- | - | - | - |
| 5 086 | 5 692 | 5 531 | 5 264 | 4 938 | 4 867 | - | - | - |
| Para os censos de 1962 a 2006 a população legal corresponde à popolução sem duplicidades, segundo define o INSEE. |       |       |       |       |       |   |   |   |

## Economia
A principal atividade econômica sempre esteve ligada a pesca pelo rio, mas a agricultura é favorecida pela comuna ter solos argilosos, melhores para plantio. A comuna é tradicionalmente residencial, com a área urbana predominantemente residencial.

## Personalidades ligadas à comuna
- Alain Poher - político foi presidente do senado francês entre 1968 e 1992